# Chu Tu Chi
Chu Tu Chi (chữ Hán: 朱修之) là tướng nhà Lưu Tống trong lịch sử Trung Quốc. Ông tham gia cuộc chiến tranh Lưu Tống-Bắc Ngụy và phục vụ cả Nam triều lẫn Bắc triều giữa thế kỉ 4.

## Thân thế
Chu Tu Chi tự là Cung Tổ, người Bình Thị, Nghĩa Dương.
Ông sinh ra trong gia đình quan lại nam triều. Cụ nội Chu Tu Chi là Chu Thọ giữ chức Bình tây tướng quân nhà Tấn, ông nội là Chu Tự từng làm thứ sử Dự châu; cha ông là Chu Thầm làm thứ sử Ích châu.

## Sự nghiệp

### Sang Bắc Ngụy được ân sủng
Ban đầu Chu Tu Chi giữ chức Chủ bạ trong châu, sau đó thăng làm tư đồ tòng thị trung lang.
Năm 431, ông theo Đàn Đạo Tế và Đáo Ngạn Chi đi đánh Bắc Ngụy. Chiến sự bất lợi, Đáo Ngạn Chi rút lui, để Chu Tu Chi ở lại trấn thủ Hoạt Đài. Quân Bắc Ngụy kéo đến bao vây suốt mấy tháng, trong thành hết lương, phải bắt cả chuột để ăn. Cuối cùng quân Tống sức yếu, thành bị hạ. Chu Tu Chi cùng các thủ hạ bị bắt về bắc.
Vua Bắc Ngụy Thái Vũ đế (Thác Bạt Đào) mến sự bất khuất của ông, bèn phong làm Thị trung và gả công chúa Giác Sát cho.
Tuy được trọng dụng ở Ngụy nhưng Chu Tu Chi vẫn nuôi ý trở về nam theo Lưu Tống. Công chúa Giác Sát ngờ vực chồng, thường khóc gặng hỏi, nhưng ông không hé lộ.
Năm 435, Thác Bạt Đào mang quân đánh nước Bắc Yên của Phùng Hoàng vốn tồn tại từ thời Ngũ Hồ thập lục quốc. Chu Tu Chi đi theo. Trong hàng ngũ quân Ngụy có một số người do Từ Trác đứng đầu nuôi ý định tập hợp những người phương nam phản Ngụy. Tuy nhiên ý định của Từ Trác bị lộ, những người liên quan bị bắt chém. Chu Tu Chi sợ mình cũng bị liên lụy bèn bỏ trốn sang hàng Bắc Yên vương Phùng Hoàng.

### Đến Bắc Yên
Sang hàng Yên nhưng Chu Tu Chi không được trọng dụng. Năm 436, Tống Văn Đế phái Truyền Chiếu đi sứ Bắc Yên để liên minh chống Bắc Ngụy. Truyền Chiếu là người vốn rất có danh tiếng, khi gặp Chu Tu Chi lại tỏ ra cung kính với ông, vì vậy mọi người phía Bắc Yên bắt đầu coi trọng ông hơn.
Do Bắc Yên bị Bắc Ngụy uy hiếp nhiều lần, triều thần khuyên Phùng Hoàng cử Chu Tu Chi đi sứ cầu cứu Lưu Tống. Vua Bắc Yên đồng ý.

### Về Lưu Tống dẹp loạn
Chu Tu Chi lên đường vượt biển đến Đông Lai thì gặp gió lớn, bánh lái bị gãy, vì vậy hành trình vất vả nhiều ngày mới tới nơi. Ông được Tống Văn Đế thu dụng trở lại.
Sau đó Nam quận vương Lưu Nghĩa Tuyên đang làm thứ sử Kinh châu làm phản nhà Tống, viết thư kêu gọi ông hưởng ứng. Chu Tu Chi giả vờ đồng tình, nhưng sai người đi báo cho Tống Hiếu Vũ đế biết. Lưu Nghĩa Tuyên biết tin, bèn sai thủ hạ là Lỗ Tú làm thứ sử Ung châu, tiến đánh Tương Dương. Chu Tu Chi liền điều quân chặn đứt con đường lớn. Lỗ Tú không đi qua được phải lui quân.
Sau này Lưu Nghĩa Tuyên thất bại, bị Trúc Siêu Dân bắt được. Chu Tu Chi kéo quân tới giết chết Nghĩa Tuyên. Do lập công trạng, ông được phong làm Nam Xương huyện hầu.

## Qua đời
Một lần Chu Tu Chi ra ngoài bằng xe trâu. Tự nhiên mấy con trâu vô cớ lồng lên hất ông ngã xuống đất. Ông bị gãy chân vì tai nạn này, không đi lại được, phải có người dìu.
Không rõ Chu Tu Chi mất năm nào. Ông hoạt động khoảng hơn 30 năm từ thời Lưu Tống Văn Đế (424-453) đến Lưu Tống Hiếu Vũ Đế (454-464). Ông được truy tặng là Thị trung, thụy là Trinh hầu.

## Cá tính
Chu Tu Chi được đánh giá là người thanh liêm, tiết kiệm. Trong thời gian làm quan, ông từ chối mọi quà biếu không nhận, nếu nhận rồi mang sung công.
Ông đã chuyển đi làm quan nhiều nơi nhưng không tơ hào của công bao giờ, thậm chí còn bỏ tiền túi ra mua cỏ cho bò ngựa công. Vì quá tằn tiện và thẳng tính, Chu Tu Chi thậm chí còn không quan tâm chu cấp cho người chị nghèo khổ đói rét ở quê nên vẫn bị chê trách.